# Parvati Shallow
Parvati Shallow (* 21. září 1982 Vero Beach) je účastnice celosvětově známé americké televizní reality show Kdo přežije. Této reality show se zúčastnila celkem čtyřikrát. Na vítěznou příčku dosáhla při svém druhém působení v Kdo přežije, tedy v sérii Kdo přežije: Mikronésie. Odměnou jí byl 1 000 000 $. Je označovaná jako neoficiální královna Kdo přežije (Queen of Survivor).

## Působení v Kdo přežije
Parvati se zúčastnila už v roce 2006 13. sezóny Kdo přežije: Cookovy ostrovy, tuto sérii však nevyhrála a skončila na 6. místě.
Díky této sérii dostala Parvati nabídku zahrát si znovu v Kdo přežije: Mikronésie, ve které bojovala za kmen Favoritů po boku svých kolegů z předchozích řad Kdo přežije. Tentokrát se probojovala až do finále a nakonec celou sérii vyhrála.
V roce 2009 dostala další nabídku zahrát si ve 20. sérii Kdo přežije: Hrdinové proti padouchům, kde se opět setkala se svými kolegy z předchozích řad. Parvati zde zastupovala kmen Padouchů. V této sezóně se umístila na druhém místě.
Do show se vrátila až při příležitosti série vítězů, natočené v roce 2019 a vysílané na jaře 2020. Kvůli své reputaci byla jedna z největších legend soutěže vyřazena ještě před sloučením kmenů. Stejně jako ostatní vyřazení soutěžící měla dvě šance na návrat do hry, v obou výzvách však neuspěla.

## Působení v další reality show
Dne 24. června 2011 bylo oznámeno, že se Parvati zúčastní americké reality show Around The World For Free, ve které měla za úkol se sama vydat do 12 zemí světa bez peněz a jen s jedním kameramanem. Musela se spolehnou na ochotu a pomoc místních obyvatel. V této show navštívila USA, Haiti, Dominikánskou republiku, Barbados, Guyanu, Brazílii, Argentinu, Jihoafrickou republiku, Namibii, Botswanu, Zambii a Keňu. Její stodenní cesta byla zahájena 7. července 2011.

## Filmografie
- Do hlubiny 2
- Talk show bez zábran
- Noční Show Jimmyho Fallona
- Kdo přežije: Mikronésie
- Kdo přežije: Cookovy ostrovy
- Kdo přežije: Hrdinové proti padouchům
- Noční show Davida Lettermana
- Entertainment Tonight
- Around The World For Free
- Survivor: Winners at War
- Traitors

Ve filmu Do hlubiny 2 si zahrála menší roli se svojí kamarádkou a kolegyní z Kdo přežije Amandou Kimmel.